# Schwimmer-Kondensatableiter

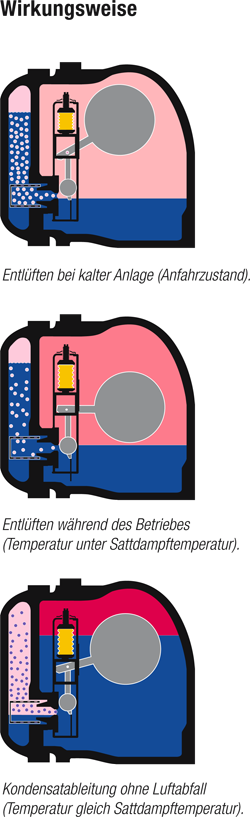
Kombination Schwimmerableiter mit Faltenbalg

Schwimmer-Kondensatableiter sind ein Typ von Kondensatableitern und dienen der Entwässerung von Wasserdampf, Druckluft und anderen Gasen.

## Funktion
Schwimmer-Kondensatableiter nutzen die verschiedenen spezifischen Dichten eines Stoffes in flüssigem und in gasförmigem Zustand zur Trennung der Aggregatszustände aus.

### Schwimmer-Kondensatableiter
Schwimmer-Ableiter sind niveauabhängig gesteuerte Proportionalregler. Läuft dem Ableiter Kondensat zu, steigt im Ableitergehäuse der Flüssigkeitspegel, die Schwimmerkugel treibt auf und öffnet über eine Mechanik den Abschluss. Das Kondensat wird kontinuierlich und ohne zeitliche Verzögerung abgeleitet. Vor dem Abschlussorgan befindet sich eine ständige Wasservorlage, sodass Luftverluste ausgeschlossen sind. Die Funktion ist unabhängig von der Kondensattemperatur und Druckschwankungen.

### Frei-Schwimmer-Kondensatableiter
Eine weiterentwickelte Form des Schwimmerableiters ist der Frei-Schwimmer-Kondensatableiter, bei dem eine frei schwimmende Kugel das Abschlussorgan öffnet und schließt. Vorteil des Frei-Schwimmer-Prinzips ist vor allem seine Zuverlässigkeit durch einfache Bauweise und verminderten Verschleiß: Der Wegfall einer Steuerungsmechanik zum Öffnen und Schließen des Abschlusses beseitigt Fehlerquellen und Verschleißteile; die Schwimmerkugel kann beim Aufschwimmen frei rotieren, sodass im Laufe des Betriebs die gesamte Schwimmeroberfläche gleichmäßig zum Abdichten des Abschlussorgans verwendet wird und Verschleiß im Bereich des Abschlussorgans verringert wird.
Eine 3-Punkt-Lagerung des Kugelschwimmers sorgt für einen dampfdichten Abschluss.

## Anwendungen
Schwimmer-Kondensatableiter zeichnen sich aus durch:
- verzögerungsfreien, kontinuierlichen Kondensataustrag
- je nach Ausführung sehr hohe Kapazitäten
- dampfdichten Abschluss
- hohe Zuverlässigkeit, lange Lebensdauer und lange Wartungsintervalle
- Temperaturunabhängigkeit

Dadurch sind ihre bevorzugten Einsatzgebiete:
- Leitungsentwässerungen
- dampfseitig geregelte Anlagen verschiedener Art und Dimension: Heizprozesse mit extrem großen Mengen, Druckschwankungen und sehr niedrigen Drücken bis in den Vakuumbereich hinein
- die Entwässerung von Dampftrocknern
- die Ableitung von kalten Kondensaten (z. B. aus Druckluftanlagen)
- die Ableitung von Destillaten und anderen Fluiden, deren Sattdampfkurven von der des Wassers abweichen
- Entspanner oder Ablaufregelungen zum Einhalten eines bestimmten Kondensatniveaus

Im Vergleich zu anderen Ableitern sind sie besonders schmutzunempfindlich.

## Sonstiges
Beim Anfahren einer Anlage ist es notwendig, die Leitungen rasch zu entlüften. Schwimmer-Kondensatableiter werden daher oft mit einem einfachen Entlüfter versehen.